# Karangetang
Karangetang (también conocido como Api Siau) es un volcán de 1.784 metros de altura, contiene 4 cráteres en la cima, el mayor mide 350 m de diámetro ubicados a lo  largo de una linea NS, el cráter contiene 2 picos, el South Peak de 1827 metros y contiene los cráteres 1 y 2 y el North Peak de 1784 metros que contiene el cráter 4, el cráter 3 se encuentra en medio de los 2 picos,el volcán se encuentra ubicado en la lado norte de la isla Siau (norte de las islas Célebes) en Indonesia. La isla está habitada por 22.000 personas. Es uno de los volcanes más activos de Indonesia habiendo erupcionado cuarenta y un veces desde 1675. Las erupciones han incluido una actividad explosiva frecuente acompañada de flujos piroclásticos y lahares , se han producido domos de lava en los cráteres de la cima. Un flujo piroclástico en 1997 mató a tres personas.

## Actividad reciente
Las erupciones se vienen registrando desde 1675, las más importantes son las de 1976 - 1977 que fue la primera en ser registrada fuera de los cráteres de la cumbre, y emano desde un respiradero en el lado sur , una persona murió y otra resultó herida, la lava destruyó un puente, 24 casas y 37.500 cocoteros y árboles de Nuez Moscada.
Otras erupción importante fue la de 1979 que formó el cráter 3 y 1980 que hubo actividad explosiva en la cumbre, en 1996 un flujo mató a 3 personas, en 2006-2007 una explosión arrojo lava incandescente a 700 metros de altura y el estado de alerta se incrementó a 3.
El 11 de marzo de 2011, pocas horas después del terremoto en Japón que causó un tsunami en el Pacífico, el pico Karangetang hizo erupción. No se reportaron daños serios ni muertes.
El 6 de agosto de 2010 el Karangetang erupcionó de nuevo, expulsando lava a cientos de metros de altura. Cuatro personas desaparecieron.
El 9 de junio de 2009 el Servicio Vulcanológico de Indonesia elevó el nivel de alerta a naranja.
En agosto de 2007 una erupción forzó la evacuación del área cercanas.
El marzo de 2011 las erupciones produjeron flujos piroclásticos y el 8 de julio se produjo una explosión freática en el cráter 4 produciendo avalanchas incandescentes de lava, se aconsejó a las personas no subieran a más de 500 metros de altura, en 2019 comenzó una actividad estromboliana vigorosa  en el cráter norte acompañada de caída de rocas y emisiones de ceniza.